# Hades II
Hades II — компьютерная игра в жанре roguelike разработанная студей Supergiant Games. Как и в предыдущей части, сюжет базируется на древнегреческой мифологии. Hades II является первым сиквелом в истории Supergiant Games. Игра была выпущена в раннем доступе во втором квартале 2024 года на PC (Windows). Позднее также запланированы версии для игровых консолей.

## Сюжет
Hades II является прямым продолжением первой части; события развернутся спустя несколько лет после завершения оригинала. Главной героиней выступает Мелиноя, сестра Загрея — владеющая чёрной магией бессмертная принцесса Подземного мира. Игрокам предстоит сразиться со зловещим титаном Кроносом, который сбежал из заточения, и бросил вызов олимпийцам.
Действие игры развернётся в эпоху зарождения магии и колдовства, которые являются неотъемлемой частью многих греческих мифов — в особенности, мифов про Аида (некоторые из которых послужили источником вдохновением для сиквела). Авторы проекта стремятся отдать дань богине Гекате, богине преисподней и всего мистического, которая играет значительную роль в мифологии Подземного мира, и за счёт чего аутентично введёт магию в игру. Создатели игры стремятся сохранить дух классических источников, от Гомера до Гесиода, и этот принцип распространяется и на включение в лор колдовства.

## Разработка
О предстоящем сиквеле было объявлено 9 декабря во время церемонии The Game Awards 2022. Supergiant Games приступили к разработке игры в 2021 году, над проектом работает команда из 20 человек. По словам представителей студии для понимания сюжета геймерам будет необязательно проходить оригинал, однако обе игры будут тесно связаны. Сообщается, что в Hades II был значительно расширен внутриигровой лор, а также добавлены старые и новые боги, в числе которых Аполлон, Немезида, Геката и Морос. Игровой процесс будет связан с использованием магии. Разработчики подчеркнули, что Hades II будет полностью однопользовательским проектом — мультиплеер не предусмотрен. Hades II станет первым сиквелом в истории Supergiant Games. По словам разработчиков, они решились на продолжение, чтобы «воссоздать чувство восторга и радости», присущие оригиналу. Игра должна выйти на PC в раннем доступе в 2023 году, а затем — на консолях.
Позднее было принято решение перенести Hades II на второй квартал 2024 года, авторы объяснили это тем, что хотят доработать игру.
В январе 2023 года было объявлено, что у Hades II будет официальная русская локализация в виде субтитров. В апреле 2024 года прошёл закрытый бета-тест игры, который продлился до конца месяца. 6 мая состоялся релиз игры в раннем доступе. Разработчики заявили, что полноценная версия выйдет не раньше конца года, а в ближайшие месяцы запланирован первый крупный патч.
В середине октября игра получила первый крупный патч под названием The Olympic Update. Новый контент содержит дополнительный регион Олимп, ещё одно оружие, двух союзников, а также двух питомцев и дополнительные модификаторы геймплея. Обновление расширяет сюжет Hades II. Игроки смогут открыть несколько часов новых полностью озвученных диалогов. Помимо этого, разработчики внесли в игру множество других изменений: в том числе переработали баланс некоторых предметов, добавили несколько музыкальных композиций и обновили интерфейс, включая главное меню.
В феврале 2025 года вышло второе крупное обновление — The Warsong Update — в котором был добавлен бог Арес, переработан Алтарь Пепла, обновлён Перекрёсток и оформление для всех карт арканы, расширен сюжет (в том числе добавлено более 2000 новых реплик), а также появились новые виды врагов и финальная битва. Релиз следующего масштабного патча запланирован на весну.
В апреле 2025 года появилась информация, что после релиза полной версии игры она станет временным консольным эксклюзивом Nintendo Switch 2, по аналогии с первой частью (эксклюзивом Switch).

## Комментарии
1. ↑  Отождествляется в игре с богом времени Хроносом[8].